# Allan Octavian Hume
Allan Octavian Hume (4. června 1829 Kent – 31. července 1912 Londýn) byl britský koloniální politik, reformátor, ornitolog a botanik, působící v Britské Indii. Byl jedním ze zakladatelů Indického národního kongresu. Jako výrazný ornitolog byl Hume byl nazýván „otcem indické ornitologie“ a těmi, kteří ho považovali za dogmatického, „papežem indické ornitologie“.
Jako guvernér regionu kolem města Itávy zažil indické povstání z roku 1857, které vzniklo v důsledku chyb a zlořádů britské správy, a vyvinul velké úsilí ke zlepšení života obyčejných lidí. Okres Itáva byl mezi prvními, které se po povstání vrátily k normálu, a v příštích několika letech Humeovy reformy vedly k tomu, že byl okres považován za model správního rozvoje. Hume dělal úspěšnou kariéru v řadách indické státní správy, ale stejně jako jeho otec Joseph Hume, radikální člen parlamentu, byl odvážný a otevřený při kritice britské indické politiky.
V roce 1867 byl jmenován celním komisařem a své botanické znalosti využil k výsadbě nejdelšího živého plotu světa, který měl za účel zabránit pašování nezdaněné soli, tehdy hlavního zdroje příjmů koloniální správy. Ve svém největším rozsahu mělo "celní křoví" (Great Hedge) souvislou délku 2 300 mil (3 701 km) a táhlo se od úpatí Himálaje až po Bengálský záliv. Střežilo jej 12 000 vojáků s ročními náklady 1 620 000 rupií. Po obsazení provincie Rádžasthánu bylo možné danit přímo produkci soli a nákladně udržovaná, nepříliš efektivní bariéra tak po roce 1879 přirozeně zanikla.
V roce 1871 se pod lordem Mayem stal tajemníkem ministerstva financí, zemědělství a obchodu. Jeho kritika lorda Lyttona však v roce 1879 vedla k jeho odvolání z místa.
Založil časopis Stray Feathers, kde vycházely poznatky o ptácích z celé Indie. Ve svém domě v Šimle vybudoval rozsáhlou ornitologickou sbírku tím, že sám uskutečňoval přírodovědné expedice a navíc získával vzorky prostřednictvím své sítě korespondentů.
Po ztrátě rukopisů, na kterých dlouho pracoval v naději, že z nich vytvoří své opus magnum o indických ptácích, opustil ornitologii a svou sbírku daroval Přírodopisnému muzeu v Londýně, kde je i nadále tou největší sbírkou kůží indických ptáků. Krátce byl stoupencem teosofického hnutí založeného Helenou Blavatskou. V roce 1894 odešel z Indie do Londýna, odkud se nadále zajímal o Indický národní kongres, a na konci svého života se zajímal o botaniku a přispěl k založení Botanického institutu jižního Londýna.